# Matías Raygada
Matías André Raygada Moreno (Lima, 20 de febrero de 2008) es un actor peruano radicado en Estados Unidos, reconocido por haber participado en diferentes producciones nacionales y el programa concurso peruano Pequeños gigantes.[cita requerida]

## Biografía
Matías André Raygada Moreno nació en Lima el 20 de febrero de 2008, proveniente de una familia de clase media alta.[cita requerida] Es el hijo del promotor de turismo Percy Raygada Leveratto, natural del Callao, y de la tacneña Tatiana Moreno.[cita requerida]
Comenzó su carrera artística a los 4 años, cuando se presentó por primera vez en un casting para formar parte de un programa televisivo local en el año 2012. Fue en el año 2013, en la que Raygada inicia su participación en la adaptación local de Pequeños gigantes, un espacio especialmente para niños en formato competencia para el canal América Televisión, gracias a la intervención de su tío, quién trabajaba como comentarista deportivo. Con este proyecto alcanzaría a la fama, asumiendo el rol de capitán del equipo «Pequeños fantásticos» desempeñándose en la categoría «Carisma». Al año siguiente fue parte del elenco de La hora de los peques, programa infantil de televisión presentado por las actrices Magdyel Ugaz y Katia Condos para la televisora mencionada, la cual se destacó en su propia secuencia «Super Matías», personaje de un superhéroe típico.[cita requerida]
Gracias a su popularidad, Raygada participó en comerciales televisivos y a partir de 2015 inicia su etapa en la actuación debutando como extra de la película La herencia. Fue protagonista de la película de terror Cementerio general 2 al año siguiente, la cual compartió el rol junto a la actriz Milene Vázquez y fue nominado por parte de los Premios Luces en la categoría «Mejor actor de cine» sin conseguir el trofeo. Tuvo una breve participación en Ven, baila, quinceañera como Andrés Solessi en el año 2016.[cita requerida]
Tras haber participado como rol principal en series y películas siendo una figura infantil de aquel entonces, en 2021 con tan sólo 13 años obtuvo su premio internacional por parte del Festival Hispano de Cine entre Largos y Cortos Oriente gracias a su actuación en el cortometraje Tiempo. Previo a ello, Raygada asume el protagónico de serie web peruana Aislados de la productora Sinargollas, donde interpreta a Vasco, un púber de 12 años que se quedó en su casa durante épocas de la pandemia de COVID-19 y en el teatro, protagoniza el montaje Paso peatonal en 2018, además de recibir el título de «Mejor actor de reparto» por los Premios El Oficio Crítico.
Raygada estuvo en negociaciones para protagonizar la serie mexicana Luis Miguel, donde haría el personaje homónimo de niño en 2017, el cual fue descartado y reemplazado en el papel por Izan Llunas, hijo del cantante español Marcos Llunas. Además, protagoniza con Alberto Ísola en la obra de teatro The Brit el año 2018[cita requerida] y fue parte del reparto de la telenovela El regreso de Lucas como «Chemo» Prodan en 2017.
En el año 2023, participó en la película Reinas sin corona con su personaje de Alonso[cita requerida] además de prestar su presencia en Un mundo para Julius en 2021.

## Filmografía

### Televisión
| Año       | Título                  | Rol                    | Notas                                                    | Ref.             |
| --------- | ----------------------- | ---------------------- | -------------------------------------------------------- | ---------------- |
| 2013      | Pequeños gigantes       | Él mismo               | Participante y capitán del equipo «Pequeños fantásticos» | [ 4 ]            |
| 2013      | Esto es guerra          | Él mismo               | Participación especial de una secuencia                  | [cita requerida] |
| 2014      | Gigante de gigantes     | Él mismo               | Participante y capitán del equipo «Mega estrellas»       | [cita requerida] |
| 2014      | La hora de los peques   | Él mismo               | Copresentador y parte del elenco                         | [ 6 ]            |
| 2016      | Ven, baila, quinceañera | Andrés Solessi Rojas   | Rol principal                                            | [cita requerida] |
| 2016      | Sueña quinceañera       | Él mismo               | Participación especial                                   | [cita requerida] |
| 2017-2018 | El regreso de Lucas     | «Chemo» Prodan         | Rol antagónico reformado                                 | [ 13 ]           |
| 2020      | Te volveré a encontrar  | Óscar Villalva Quiroga | Rol principal                                            | [cita requerida] |
| 2020      | Aislados, la serie      | Vasco                  | Rol protagónico                                          | [ 2 ] [ 10 ]     |

### Cine
| Año  | Título                     | Rol                 | Notas                                            | Ref.             |
| ---- | -------------------------- | ------------------- | ------------------------------------------------ | ---------------- |
| 2015 | La herencia                |                     | Rol secundario (Debut cinematográfico)           | [ 8 ]            |
| 2015 | El cascanueces             |                     | Voz en doblaje                                   | [ 15 ]           |
| 2016 | Cementerio general 2       | Julio               | Rol protagónico Director: Dorian Fernández-Moris | [ 9 ] [ 16 ]     |
| 2016 | No estamos solos           | Gabriel             | Rol principal                                    | [cita requerida] |
| 2019 | Intercambiadas             | Vasco               | Rol principal                                    | [ 17 ]           |
| 2019 | Hotel Paraíso, la película |                     | Rol principal                                    | [cita requerida] |
| 2020 | Tiempo                     | Niño                | Rol protagónico                                  | [cita requerida] |
| 2021 | Un mundo para Julius       | Rafaelito Lastarria | Rol principal                                    | [cita requerida] |
| 2022 | Sugar en aprietos          |                     | Rol principal                                    | [ 18 ]           |
| 2023 | Reinas sin corona          | Alonso              | Rol principal                                    | [ 19 ]           |

## Teatro
- The Brit (2018)[cita requerida]
- Paso peatonal (2018)[11]

## Premios y nominaciones
| Año  | Premios                                                | Categoría                | Trabajo              | Resultado | Ref.             |
| ---- | ------------------------------------------------------ | ------------------------ | -------------------- | --------- | ---------------- |
| 2015 | Premios Luces de El Comercio                           | «Mejor actor de cine»    | Cementerio general 2 | Nominado  | [ 20 ]           |
| 2018 | Premios El Oficio Crítico                              | «Mejor actor de reparto» | Paso peatonal        | Ganador   | [ 11 ]           |
| 2020 | Festival Hispano de Cine entre Largos y Cortos Oriente | «Mejor actor»            | Tiempo               | Ganador   | [cita requerida] |